# Kirchhofen (Spreenhagen)
Kirchhofen ist ein Gemeindeteil der Gemeinde Spreenhagen im Landkreis Oder-Spree in Brandenburg.

## Geographische Lage
Kirchhofen liegt nördlich des Gemeindezentrums. Nördlich verläuft die Spree von Nordosten kommend in südwestlicher Richtung. Östlich ist der Ortsteil Braunsdorf sowie der Gemeindeteil Kribbelake. Es folgen im Uhrzeigersinn das Gemeindezentrum, der Gemeindeteil Latzwall, der Ortsteil Neu Hartmannsdorf sowie nördlich der Spree der Gemeindeteil Storkowfurt der Gemeinde Grünheide (Mark) sowie Spreewerder, ein Gemeindeteil des Ortsteils Spreeau (ebenfalls zu Grünheide (Mark)).

## Geschichte
Kirchhofen und Braunsdorf wurden beide als Kämmereidörfer durch die Stadt Fürstenwalde im Rahmen der Binnenkolonisationspolitik unter Friedrich dem Großen gegründet. Beide Dörfer wurden 1748 in der Fürstenwalder Stadtheide südlich der Spree angelegt und 1752 nach den beiden damaligen Bürgermeistern der Stadt benannt. Das westlichere Kämmereidorf, bisher am Mürwall genannt, erhielt so den Namen Kirchhofen. 1754 waren alle zehn Büdnerstellen besetzt. Zu jeder dieser Hofstellen gehörten 90 Morgen Ackerland und 20 Morgen Wiese. Einige der Kolonisten kamen aus Württemberg. Am 11. Juni 1858 fiel das ganze Dorf einem Brand zum Opfer. Es wurden 10 Höfe, ein Hirtenhaus und die Schule zerstört. Einen bescheidenen wirtschaftlichen Aufschwung erlebte Kirchhofen durch den Bau des Oder-Spree-Kanals, als sich Schiffer im Ort ansiedelten. Kirchhofen wurde am 17. September 1961 nach Spreenhagen eingemeindet.

## Sehenswürdigkeiten

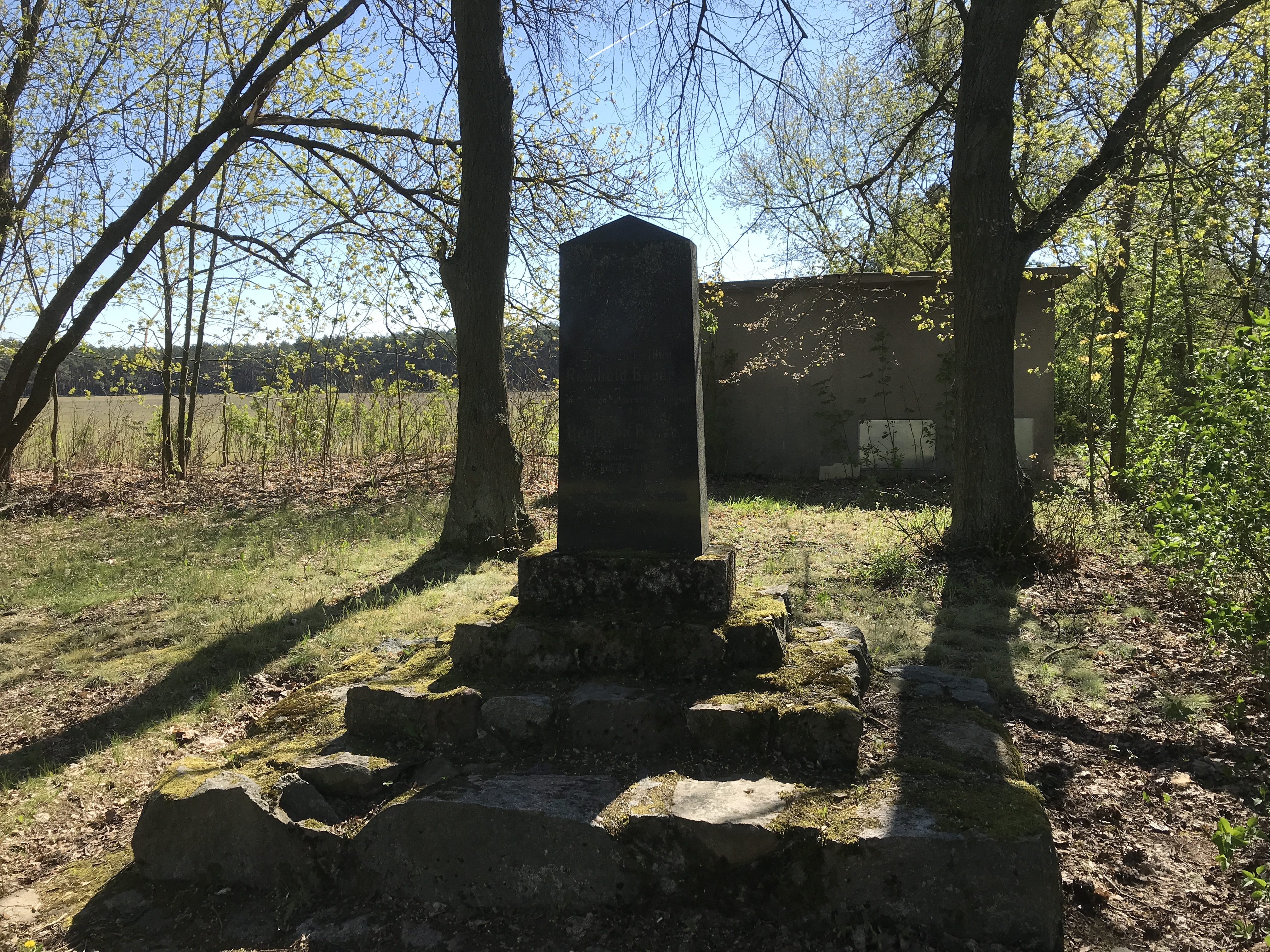
Kriegerdenkmal

- Am südlichen Dorfausgang erinnert ein Denkmal an die Gefallenen des Ersten und Zweiten Weltkrieges. Es handelt sich um einen schwarzen Obelisken mit vier Stufen aus Feldsteinen.

## Wirtschaft und Infrastruktur

### Wirtschaft
Der Ort wird neben einigen Handwerkern im Wesentlichen vom Tourismus geprägt. Eine Pension bietet Unterkünfte an. Der Spreeradweg führt durch den Kirchhofen.

### Verkehr
Durch den Ort verläuft sternförmig die Straße Kirchhofen, die eine Verbindung nach Neu Hartmannsdorf und Spreenhagen herstellt. Dort befinden sich auch die nächstgelegenen Anschlüsse an den Öffentlichen Personennahverkehr.